# Volkmar Hammerschmidt
Volkmar Hammerschmidt (* 29. August 1934 in Jagdshof; † 26. Juli 2001) war ein deutscher Maler und Grafiker.

## Leben und Werk
Die Eltern Hammerschmidts waren Ella und Hillmar Hammerschmidt. Sein Vater war Arbeiter in der Porzellanindustrie. Hammerschmidt besuchte bis 1949 die Grundschule in Jagdshof und absolvierte danach bis 1952 an der Fachgrundschule für angewandte Kunst in Sonneberg eine Lehre als Spielzeuggestalter. Von 1952 bis 1955 studierte er an der Fachschule für angewandte Kunst in Sonneberg und anschließend bis 1960 bei Erich Fraaß und Herbert Schmidt-Walter an der Hochschule für Bildende Künste in Dresden. Für sein Diplom schuf er das Triptychon Polytechnische Oberschule.
Nach dem Studium arbeitete Hammerschmidt freischaffend in Jagdshof. Er schuf, auch als Auftragsarbeiten, Gemälde, Aquarelle, Zeichnungen, Grafiken und baugebundene Arbeiten, so als Mitarbeiter bei der bildkünstlerischen Ausgestaltung des Kreiskrankenhauses und des Jugendklubhauses Sonneberg. Seine häufigsten Bildmotive waren Landschaften und Menschendarstellungen. Neben seiner künstlerischen Tätigkeit leitete er einen volkskünstlerischen Zirkel im VEB Thuringia Oberlind.
Hammerschmidt war bis 1990 Mitglied des Verbands Bildender Künstler der DDR und dann des verbands bildender künstler thüringen e.V. Er unternahm Studienreisen nach Bulgarien, Ungarn, in die ČSSR und die Sowjetunion und nach der deutschen Wiedervereinigung nach Italien, Monaco und Paris.
Bilder Hammerschmidts befinden sich u. a. in den Meininger Museen, im Deutschen Spielzeugmuseum Sonneberg und im Kulturhistorischen Museum Mühlhausen. Der größte Teil ist weiter im Besitz seines Sohnes Thomas Hammerschmidt.
Das Grab Hammerschmidts befindet sich auf dem Friedhof Jagdshof.

## Weitere Werke (Auswahl)
- Kindergärtnerin (1973, Öl, 120 × 80 cm)[2]

## Ausstellungen

### Personalausstellungen
- 1978/1979: Sonneberg, Kleine Galerie im Spielzeugmuseum
- 1981: Sonneberg, Kleine Galerie im Spielzeugmuseum („Für den Schutz des Lebens“; Malerei und Grafik)
- 1984: Sonneberg, Kleine Galerie im Spielzeugmuseum (Gemälde, Aquarelle, Zeichnungen und Grafik; mit 90 Bildern)
- 1997: Gotha, Galerie Finkbein
- 1997: Sonneberg, Galerie Gaedke
- postum 2020: Föritztal, Große Halle der Stiftung Judenbach („Kunst hoch 3“; mit Erika Eckardt und Elsbeth Schindhelm)

### Beteiligung an Gruppenausstellungen
- 1971, 1975, 1979 und 1984: Suhl, Bezirkskunstausstellungen
- 1999/2000: Gera, Orangerie („Innensichten. Kunst in Thüringen. 1945 bis heute“)[3]